# أطفال الذهب (قصة)
الأطفال الذهبيون هي قصّة خيالية ألمانية جمعها الأخوان جريم، الحكاية رقم 85. إنه آرني طومسون من النوع 555، الصّياد وزوجته، يليه النوع 303، إخوة الدّم.

## ملخص
اصطاد صيّاد سمكة ذهبيّة، فأعطته وزوجته قلعة غنية واشترطت عليه ألا يخبر أحداً كيف حصل عليها. طلبت منه زوجته المعرفة، لكنه اصطاد السّمكة مرة أخرى واستعاد القلعة، وعندما طلبت منه الحقيقة مرّة أخرى، اصطاد السّمكة مرّة ثالثة. رأت السّمكة أنه مقدر لها أن تقع في يد الصّياد، وطلبت منه أن يأخذها إلى منزله ويقطّعها إلى ستّة قطع، ويعطي قطعتين لزوجته واثنتين لحصانه. كان عليه أن يدفن القطعتين الأخيرتين في الأرض. وعندما فعل ذلك، أنجبت زوجته توأمان من الذّهب، وأنجب الحصان مهرين من الذّهب، وزنبقتين ذهبيتين نبتت من الأرض.
عندما كبروا، غادر الأطفال الذّهبيون المنزل، وأخبروا والدهم أنّ الزّنابق سوف تذبل إذا مرضوا وتموت إذا ماتوا. سخر الناس منهم بسبب مظهرهم الذّهبي، فعاد أحد الأطفال إلى والده، أما الآخر فمضى عبر غابة مليئة بالّلصوص. غطّى نفسه بجلود الدّببة لإخفاء الذّهب عن الّلصوص، وتودّد إلى فتاة. لقد وقعوا في الحب وسرعان ما تزوجوا. ثمّ عاد والدها إلى المنزل واعتقد أنّ صهره كان متسولًا لأنه كان مغطى بجلود الدّببة. ومع ذلك، في صباح اليوم التالي، شعر بالارتياح عندما رأى الجلد الذهبي للشاب الذي لم يعد يرتدي الجلود.
خرج الرجل الذهبي لاصطياد الأيل وسأل ساحرة عجوز عن ذلك. أخبرته الساحرة أنها تعرف بأمر الأيل، لكنّ كلبها نبح عليه. وعندما هدّد بإطلاق النّار عليه، حولته السّاحرة إلى حجر. في المنزل، رأى شقيقه أنّ الزّنبق قد ذبلت وأدرك أنّ شقيقه كان في ورطة. ذهب لمساعدته، لكنه لم يقترب من الساحرة بما يكفي ليتحوّل. ثمّ هدّدها بإطلاق النّار عليها إذا لم تعيد شقيقه. فعلت السّاحرة ذلك، فرجع أحد الأخوين إلى عروسه والآخر إلى أبيهما.

## تحليل
لاحظ الأخوان جريم، في شروح حكاياتهم، تشابه "الأطفال الذّهبيون" مع "الأخوين"، خاصة فيما يتعلق بالولادة المعجزة للتّوأم ومغامراتهما الّلاحقة.

## روابط خارجية
- موقع SurLaLune للحكايات الخيالية "الأطفال الذهبيون"